# À l'origine d'un cri
Pour plus de détails, voir Fiche technique et Distribution.
À l'origine d'un cri est un film québécois réalisé par Robin Aubert, sorti en 2010.

## Synopsis
Un jeune homme se voit forcé de prendre la route avec son grand-père afin de retrouver son père, qui a fui avec le corps de sa défunte femme. S'ensuit un voyage où la confrontation mène à l’apaisement.

## Fiche technique
- Titre original : À l'origine d'un cri
- Titre anglais : Crying Out
- Réalisation et scénario : Robin Aubert
- Musique : Yves Desrosiers
- Direction artistique : David Pelletier
- Décors : Sylvain Dion
- Costumes : Brigitte Desroches
- Maquillage : Djina Caron
- Coiffure : Sabin Paradis
- Photographie : Steve Asselin
- Son : Stéphane Houle, Olivier Calvert, Stéphane Bergeron
- Montage : Carina Baccanale
- Production : Roger Frappier et Luc Vandal
- Société de production : Max Films
- Sociétés de distribution : TVA Films
- Budget : 4,3 millions de dollars[1]
- Pays d'origine :  Canada
- Langue originale : français
- Format : couleur — 35 mm — format d'image : 2,35:1 — son Dolby numérique
- Genre : drame
- Durée : 114 minutes
- Classification : 13 ans+ (Québec)
- Dates de sortie :
  - Canada : 10 septembre 2010 (première au Festival international du film de Toronto (TIFF))[2]
  - Canada : 24 septembre 2010 (sortie en salle au Québec)
  - Corée du Sud : 8 octobre 2010 (Festival international du film de Busan)
  - Espagne : 25 octobre 2010 (Festival international du film de Valladolid)
  - Allemagne : 11 novembre 2010 (Festival international du film de Mannheim-Heidelberg)
  - France : 26 novembre 2010 (Semaine du cinéma du Québec à Paris)
  - Canada : 29 mars 2011 (DVD)
  - États-Unis : 24 mai 2011 (Festival international du film de Seattle (SIFF))

## Distribution
- Michel Barrette : le père
- Jean Lapointe : le grand-père
- Patrick Hivon : Hugo, le fils
- Véronique Beaudet : Louange, la défunte femme
- Louise Latraverse : la mère, ex-épouse
- Nicole Leblanc : Denise, tante d'Hugo
- Denise Dubois : Marcelle, tante d'Hugo
- Markita Boies : Monique, tante d'Hugo
- Johanne Marie Tremblay : Lise, tante d'Hugo
- Adèle Reinhardt : Jeanne-Mance, tante d'Hugo
- Micheline Bernard : Georgette, tante d'Hugo
- Charlotte Laurier : Louise, tante d'Hugo
- Anik Vermette : Émeraude, sœur d'Hugo
- Bénédicte Décary : Maryline, sœur d'Hugo
- Michel Charette : Sylvain, le beau-frère d'Hugo, conjoint d'Émeraude
- François Chénier : le préposé pianiste
- Richard Robitaille : le gardien de Patrice gardien abuseur du jeune Hugo
- Luis Bertrand : le curé
- Lise Roy : Loulou
- Anne-Krystel Goyer : serveuse au Colford
- Minou Petrowski : cliente du Colford